# كرك نوح
كرك نوح أو مدينة نوح أو حصن نوح وهي إحدى قرى لبنان حالياً، قيل إن فيها قبر النبي نوح.

## التسمية
كِركُ نوح: أي مدينة نوح، أو حصن نوح، وقيل: كِرْك لفظة سريانيّة من «كِرْكو» بمعنى حصن أو معقل، وورد أيضاً بالعبريّة «كِرْكونَوَه» مدينة السلام، وضبطها العرب بفتح الكاف وسكون الراء بمعنى الجبل تمييزاً لها عن كَرَك الأردن بفتح الراء. إلا أن الشائع اليوم هو كَرَك نوح بفتح أوله وثانيه.
والكَرَك بفتح أوّله وثانيه، حسب ما أورده ياقوت الحموي في معجم البلدان: (هي قرية كبيرة قرب بعلبك، بها قبر طويل يزعم أهل تلك النواحي أنه قبر نوح) 
وكرك نوح هي من حواضر جبل عامل، حيث قال السيد محسن الأمين: (ومشغرى معدودة في القديم من جبل عامل، فيمكن كونها من البقاع وعدت في جبل عامل تغليبا ككرك نوح ويمكن كونها من جبل عامل وعدت من البقاع لجعلها تابعة له في العمل)
وعن هذه البلدة قال السيد الأمين في موضع آخر: (كرك نوح... وهي من بلدان الشيعة التي أخرجت عددا وافرا من العلماء وكانت إليها الرحلة لطلب العلم وهي بلد المحقق الثاني).

## موقعها
تقع هذه القرية في محافظة البقاع وهي اليوم قرية كبيرة في ضاحية مدينة زحلة أدنى سفح جبل لبنان المطل على سهل البقاع، وكانت من المراكز العلمية الشيعية المعروفة في الشام إلى جانب مركزي جزين ومشغرة.
تمتاز بموقعها في البقاع الأوسط عند سفح جبل صنين ويمرّ بمحاذاتها نهر البردوني، وكانت الأدغال تتصل بها من جهة جبل لبنان بينما يربض عند أسفلها سهل البقاع.
تجاورها لجهة الجنوب مدينة زحلة وإلى الشمال بلدة الفرزل وإلى الشرق الطريق الدولية أما لجهة الغرب فسلسلة جبال لبنان الغربية.
تبعد كيلومتر واحد من مدينة زحلة مركز محافظة البقاع، و 55 كلم من العاصمة بيروت.

## في التاريخ
رغم سكوت المصادر عن مكانة الكرك يرجّح أنها اتخذت مكانة استقلالية فكانت قلعة حصينة ومركزا فقهيا لها حاكم يرتفع إلى رتبة الوالي أحيانا ويرتبط بوالي بعلبك وقد يتصل بوالي دمشق مباشرة وإلى جانب الوالي نجد قاضيا يفصل بالدعاوى بين الناس ومن قضاتها المشهورين:
- سنان الكركي الشيعي في القرن السادس الهجري.
- القاضي أحمد بن بهاء الدين بن محبوب البعلي اليونيني المتوفي سنة 696 هجرية (1297م).

ومن أشهر مَن تولّى الحكم فيها في العصر المملوكي:
- قاسم بن محيسن الإربدي (توفي 764هـ =1362م) فقيه، سمع من ابن شرف، وحفظ المنهاج، واشتغل إلى أن ناب بالأتابكية، وحدّث. وناب في الحكم باذرعات (درعا)، وفي كرك نوح بلبنان حتى توفي فيها.

ومن علمائها قبل القرن العاشر الهجري:
- أبو الرضا حمد بن طارق ابن سنان الكركي البغدادي، حفيد القاضي سنان الكركي المتقدّم ذكره، وهو محدّث عالم وكان تاجرا. ولد سنة 527 هجرية، مات في ذي الحجة سنة 592 هجرية، حدّث في البلاد وكتب الكثير. درس في دمشق ومصر. قال عنه ابن الدبيثي (كان ثقة) أما الشيخ الضياء فقال عنه: (كان شيعيا غاليا)، وقال عنه عبد الرزاق الجيلي: (كان ثقة ثبتا). روى عنه: الدبيثي، وابن خليل، وقبلهما الحافظ ابن المفضل. وأجاز لأحمد بن أبي الخير. خلف تجارة بثلاثة آلاف دينار، ومات وحده، ولم يعلم به.[8]

### كرك نوح في الكتب التاريخية
- زارها ابن بطوطة حيث قال بعد خروجه من بيروت: (وقصدنا منها زيارة أبي يعقوب يوسف الذي يزعمون أنه من ملوك المغرب. وهو بموضع يعرف بكرك نوح من بقاع العزيز، وعليه زاوية يطعم بها الوارد). والعزيز اسم لابن صلاح الدين.
- ويقال إن السلطان صلاح الدين وقف عليها الأوقاف. وقيل أيضا أن السلطان نور الدين فعل مثله.
- قال التازي: (كرك نوح على ذلك العهد هو العاصمة الإدارية لسهل البقاع الذي يقع بين جبل لبنان..).
- قال القلقشندي في صبح الأعشى: (وأما طريق صيداء فمن دمشق إلى خان ميسلون المقدّم الذكر إلى جزيرة صيداء إلى كرك نوح ثم منه إلى بعلبك... وأما بعلبك فلها طريقان إحداهما من خان ميسلون المقدم الذكر إلى كرك نوح إلى بعلبك والثانية من دمشق إلى الزبداني إلى بعلبك...).
- وزارها الرحالة «الهروي» في سنة 579 هـ (1173 م). وقال (إنها من أعمال بعلبك بها قبر نوح عليه السلام) وأضاف: (وبالكرك أيضا قبر جبلة ابنة نوح بقرية يقال لها «عرجموش» وقبر شيت بن نوح).[9]
- وذكر «ابن عساكر الدمشقي» ونقل عنه «سبط ابن الجوزي» أن (دمشق كانت دار نوح، ومنشأ السفينة من خشب لبنان... وببلد بعلبك في البقاع قرية يقال لها الكَرْك فيها قبر يقال له أنه قبره).[10]
- وأتى «شيخ الربوة الدمشقي» على ذكر كرك نوح مرتين في كتابه، وفيه يقول: (وبقاع بعلبك، وفيه موضع يفور منه الماء فوراً بالقرب من كرْك نوح عليه السلام يسمى تنُّور الطوفان. وهناك بكرك نوح قبر منحوت بالحجارة طوله واحد وخمسون خطوة، يقال أنه قبر نوح عليه السلام).[11]
- وقال «سبط ابن الجوزي»:[12](ولما سئل شيخ الإسلام تقي الدين بن تيمية (المتوفى 728 هـ) عن حقيقة صاحب القبر في كرك نوح نفى بشدة أن يكون للنبي نوح عليه السلام).[13]
- وقام نائب السلطنة المملوكية بدمشق الأمير «سيف الدين تنكز بن عبد الله الحسامي» (المتوفى 741 هـ) بتسجيل وقفية على المشهد الذي فيه قبر نوح بتاريخ العشر الأخير من شهر ذي القعدة سنة 731 هـ.[14] وهي تنص على أن المدفون هو النبي نوح عليه السلام. ثم قام الأمير «محمد ابن الأمير ناصر الدين المعروف بالحنش» بتسجيل وقفية أخرى على المقام نفسه مؤرخة في سنة 905 هـ (1499م) وعليها تواقيع شيوخ وقضاة دمشق وبعلبك.[15]
- وقد ذكر ياقوت الحموي صاحب (معجم الأدباء) أحد الأدباء في لبنان، فسمّاه: (أحمد بن طارق بن سنان أبو الرضا الكركيّ الرافضيّ المتوفّى سنة 592 هـ).[16]
- وورد أنّ أحد علماء كرك قدم إلى دمشق سنة 842 هـ بطلبٍ من السلطان، لكنّه تعرّض ـ بسبب انتمائه الشيعي - إلى هجوم فقُتل وقُتل معه ابنه وخمسمائة نفر من أتباعه. كما ورد أنّ طائفة من مشايخ كرك اعتُقِلوا بأمر من حكّام دمشق، ثمّ قُتلوا.[17]
- وفي بعض المصادر التاريخية ما يلي: (أما مدينة كرك نوح القديمة التي كانت زحلة إحدى مستعمراتها فكان الأمراء الحرافشة قد بنوا فيها وفي قب الياس وسرعين ومشغرة دورهم واتخذوها بعد بعلبك حواضر لولايتهم البعلبكية. فلما اعتدى الأمير يونس الحرفوشي على الشوفيين الذين كانوا يزرعون في البقاع اراضي اشتروها من زمن الأمير منصور فروخ ومنعهم من زراعتها وضبط الأمير علي المعنى تل النمورة عند قب الياس وكان مختصا به. استاء المعنيون من الحرفوشيين وطردهم الأمير فخر الدين المعنى من كرك نوح سنة 1621م، وسنة 1622م تحصّن الأمير يونس الحرفوشي في قبر نوح بالكرك ومعه نحو مائة من سكمانه فحاصرهم الأمير فخر الدين وقتل من الحرفوشيين نحو 40 ومن رجاله خمسة واستولى على الكرك. واحرقها في اليوم الثاني حتى لم يبقَ فيها بيت فخربت من ذلك الحين وصارت هي وزحلة وضواحيهما مغارس للكروم ثم سكنها بعض الشيعيين هي ومشارف زحلة ولكنها لم تكن إذ ذاك إلا مزارع صغيرة).

## مدرسة كرك نوح العلمية
كانت بلدة كرك معقلاً للشيعة منذ الفتح الإسلامي بسبب وجود بعض القبائل الموالية للإمام علي مع الجيوش التي فتحت بلاد الشام ودخلت البقاع أمثال الهمدانين وخزاعة التي تفرّع منها الحرافشة حكّام البقاع لفترة تاريخية مديدة.
وازدهرت مدرسة الكرك في القرنين العاشر والحادي عشر هجري وبلغت درجةً مرموقة من حيث عدد العلماء والطلاب وأنواع العلوم التي تعطى وطرق التدريس، فقصدها طلاب المعرفة من مختلف الاقطار وخصوصاً من جبل عامل أمثال الشهيد الثاني زين الدين الجبعي الذي رحل إلى كرك نوح طلباً للأخذ من مشايخها، وكذلك فعل المحقق الميسي والشيخ البهائي وغيرهم الكثير. ويقال أن الإمام الأوزاعي غادر بعلبك في طفولته ولجأ بصحبة والدته الفقيرة إلى كرك نوح وتلقى فيها بعض علومه. وممن تخرّج أو انتسب إلى هذه المدرسة على سبيل المثال لا الحصر:
- المحقق الكركي.[19]
- الشيخ إبراهيم بن جعفر بن عبد الصمد العاملي الكركي:[20] من المعاصرين للحر العاملي، سكن إيران في نواحي خراسان.
- السيد ميرزا إبراهيم بن محمد بن الحسين بن الحسن الموسوي الكركي:[21] من المعاصرين للحر العاملي، كان شيخ الإسلام في أصفهان.
- الشيخ إبراهيم بن محمد بن علي الحرفوشي الكركي:[22] توفي بطوس عام 1080 هجرية وكان معاصرا للحر العاملي.
- السيد أحمد بن الحسين بن الحسن الموسوي الكركي:[23] كان معاصرا للشيخ البهائي وقرأ عليه وروى عنه.
- السيد ميرزا حبيب الله بن الحسين بن الحسن الحسيني الموسوي العاملي الكركي:[24] معاصر للشيخ البهائي، سافر إلى أصفهان وأصبح من أعاظم علمائها.
- السيد حسين بن الحسن الموسوي العاملي الكركي:[25] والد السيد ميرزا حبيب الله، سكن أصفهان حتى مات فيها.
- الشيخ محمد بن علي بن أحمد الحرفوشي الحريري العاملي الكركي الشامى.[26]
- الشيخ عبد العالي ابن المحقق الكركي.
- الشيخ حسين بن شهاب الدين الكركي.[27]
- السيد بدر الدين الحسيني العاملي الكركي.[28]
- السيد حسين المجتهد الكركي ابن بنت المحقق الكركي.
- السيد ميرزا محمد معصوم بن ميرزا محمد مهدي بن ميرزا حبيب الله الموسوي العاملي الكركي:[29] كان شيخ الإسلام في أصفهان توفي عام 1095 هجرية.
- السيد ميرزا محمد مهدي بن ميرزا حبيب الله الموسوي العاملي الكركي:[30] كان اعتماد الدولة في أصفهان.
- السيد نورالدين بن فخر الدين بن عبد الحميد العاملي الكركي:[31] من تلامذة الشهيد الثاني.
- الشيخ يحيى بن جعفر بن عبد الصمد العاملي الكركي:[32] من المعاصرين للحر العاملي، سكن بلاد إيران في نواحي خراسان.

و قد استقر المحقق الكركي دهراً طويلاً في بلدته الكرك، واختص بشيخه الشيخ زين الدين علي بن هلال الجزائري، والمظنون أن المحقق الكركي وأستاذه زين الدين علي بن هلال هما من روّج لمدرسة الكرك العلمية لأن الجزائري مولود في جزائر خوزستان في بلاد إيران ولكنه سكن كرك نوح ودرس وصنّف فيها وطال عمره وبعد صيته قصده الطلبة وصار فقيه الآلاف منهم في عصره.
قال صاحب كتاب رياض المسائل:(مدرسة كرك نوح، كرك نوح مدينة صغيرة جنوب جبل لبنان وفيها قبر ينسب إلى نبي الله نوح عليه السلام، وهذه المدينة ليست من جبل عامل إلا أنها قريبة منها، وتغلب على علمائها النسبة إلى جبل عامل. وفي هذه القرية مدرسة فقهية من أكثر المدارس الفقهية خصوبة وعراقة في جبل عامل ولبنان. نشأ فيها وتخرج منها في القرن العاشر الهجري والقرن الحادي عشر جمع غفير من الفقهاء والعلماء. ومن هذه القرية الصغيرة كان الفقهاء ينطلقون إلى إيران في العهد الصفوي ليشاركوا في نشر مذهب أهل البيت وترسيخه في إيران وتثقيف المسلمين فيها).
وقد ورد أيضا أنّ ثلاثين عالماً من بلدة «كرك نوح» وحدها هاجروا إلى إيران وقاموا بأداء مهمّات التبليغ وتسلّم مناصب القضاء والإفتاء هناك، بل إنّ بعض العلماء قد تسلّموا المناصب الرفيعة جداً وكان تحت أيديهم من الإمكانات الشيء الكثير جداً الذي أعانهم على أداء المهام الموكلين بها.

## مقام النبي نوح
- هو بناء مرتفع مبني من الحجر الصخري والطين تعلوه قبة ويتكون من غرفة واحدة مساحتها حوالي 60 مترا مربعا بارتفاع أربعة أمتار. وفي الطرف الآخر مسجد البلدة الاثري المتصل بالمقام والمبني أيضا من حجارة رومانية كانت لآثار منتشرة في المنطقة.

يشرف المقام على إحدى العيون المائية (عين سارة) ويتوسط مقبرة سميت باسم مقبرة النبي نوح كونها بنيت في محيطه ويحرص العديد من أبناء الكرك على دفن موتاهم فيها منذ أمد بعيد.
لم يدخل على المقام الكثير من التحسينات من الداخل على عكس المسجد، ويمتد الضريح على شكل مقبب من صخور وحجارة منحوتة بطول اثنين وعشرين مترا وعرض المقام حوالي الثلاثة امتار بينما عرض الضريح لا يتجاوز المتر.
- قام الأمير علي بن موسى الحرفوش بترميم مقام النبي نوح عليه السلام وذلك سنة تسع وتسعين وتسعماية للهجرة ولقد نظم السيد عبد الكريم من أهل كرك نوح عليه السلام بعض الأبيات بهذه المناسبة نقشت على حجر وهذه هي الأبيات:

والحبيس المذكور في الأبيات كان منتزه في الفرزل، ونوح نسبة لقرية النبي نوح (كرك نوح) عليه السلام، وشيت نسبة لقرية النبي شيت عليه السلام، وكذلك أيْلا نسبة لقرية النبي أيلا عليه السلام، وكلهم من قرى البقاع.
- أما المسجد المتصل بالمقام أي مسجد الكرك هو مسجد مقام النبي نوح تعلوه مئذنة في زاويته وهو نفسه المدرسة العلمية التاريخية التي تخرج منها مئات العلماء.

وتحيط بمقام النبي نوح والمسجد (المدرسة سابقا) أشجار من السرو، وتنتشر وسط مروج خضراء بمساحة ضيقة مقابر لعلماء وشهداء من البلدة.
تم تحويل مسجد البلدة والمقام إلى مكان أثري وديني وسجّل في مديرية الاثار ووزارة السياحة اللبنانية إذ يقصده الزوّار فضلا عن السواح.
كذلك ففي البلدة قبر منسوب لجعفر الطيّار.

## وصلات خارجية
- «كرك نوح»: تاريخ علم ومقام نبي
- كرك نوح قاعدة سهل البقاع
- الأنبياء والرسل في «لبنان» بين الحقيقة والوهم[وصلة مكسورة]

## ثبت المراجع
1. ↑  GeoNames (بالإنجليزية), 2005, QID:Q830106
2. ↑  معجم قرى جبل عامل - الشيخ سليمان ضاهر العاملي - الجزء 2 - الصفحة 186
3. ↑  معجم أسماء المدن والقرى اللبنانية صفحة 145
4. ↑  ياقوت الحموي: معجم البلدان ، دار صادر ، بيروت، لا ط، لا س ، ج4 ص453.
5. ↑  مقدمات حول الشيعة والتشيع - الجزء الأول من موسوعة أعيان الشيعة -السيد محسن الأمين - صفحة 198
6. ↑  مقدمات حول الشيعة والتشيع - الجزء الأول من موسوعة أعيان الشيعة -السيد محسن الأمين - صفحة207
7. ↑  حسن نصر الله: تاريخ كرك نوح، طبعة المستشارية الثقافية للجمهورية الإسلامية الإيرانية، دمشق، - سنة 1986، ص90-91.
8. ↑  سير أعلام النبلاء - الذهبي - الجزء 21 - صفحة 271- طبع مؤسسة الرسالة - سنة النشر: 1422هـ / 2001م
9. ↑  الإشارات إلى معرفة الزيارات، للهروي – ص 170 – مختصر تاريخ دمشق، لابن منظور 28/102
10. ↑  مراة الزمان في تاريخ الأعيان، لبسط ابن الجوزي – السفر الأول 244، 245، تاريخ دمشق، نقلاً عن كتاب فيه أخبار الأوائل – ج 62/240.
11. ↑  )نخبة الدهر في عجائب البر والبحر – لشيخ الربوة – ص 12.
12. ↑  مرآة الزمان جزء 1- صفحة 91
13. ↑  راجع الفتاوى الكبرى لابن تيمية، مادة / كرْك نوح، ولبنان.
14. ↑  مقال للدكتور عمر عبد السلام تدمري بعنوان الأنبياء والرسل في "لبنان" بين الحقيقة والوهم[وصلة مكسورة]
15. ↑  قفية الأمير محمد بن ناصر الدين الحنش على مقام النبي نوح عليه السلام – تحقيق للدكتور عمر عبد السلام تدمري– دراسة في مجلة "أوقاف" بالكويت. 1424 هـ / 2003 م – العدد 4/ ص 67 وما بعدها
16. ↑  معجم الأدباء جزء 1 صفحة 445 و كذلك شذرات الذهب جزء 4 صفحة 308
17. ↑  تاريخ كرك نوح - نصر الله - صفحة 18 و19
18. ↑  أنظر جريدة الإنتقاد اللبنانية- مقال بعنوان "كرك نوح": تاريخ علم ومقام نبي نسخة محفوظة 02 مارس 2011 على موقع واي باك مشين.
19. ↑  أنظر ترجمة المحقق الكركي في كتاب أمل الآمل - الحر العاملي - الجزء الأول - صفحة 121 - ترجمة رقم 129
20. ↑  أنظر ترجمة إبراهيم بن جعفر الكركي في كتاب أمل الآمل - الحر العاملي - الجزء الأول - صفحة 27 - ترجمة رقم 2
21. ↑  أنظر ترجمة إبراهيم الكركي في كتاب أمل الآمل - الحر العاملي - الجزء الأول - صفحة 30 - ترجمة رقم 9
22. ↑  أنظر ترجمة إبراهيم الحرفوشي الكركي في كتاب أمل الآمل - الحر العاملي - الجزء الأول - صفحة 30 - ترجمة رقم 10
23. ↑  أنظر ترجمة أحمد بن الحسين الكركي في كتاب أمل الآمل - الحر العاملي - الجزء الأول - صفحة 32 - ترجمة رقم 16
24. ↑  أنظر ترجمة ميرزا حبيب الله الكركي في كتاب أمل الآمل - الحر العاملي - الجزء الأول - صفحة 56 - ترجمة رقم 42
25. ↑  أنظر ترجمة حسين بن الحسن الكركي في كتاب أمل الآمل - الحر العاملي - الجزء الأول - صفحة 69 - ترجمة رقم 63
26. ↑  أنظر ترجمة محمد الحرفوشي الكركي في كتاب أمل الآمل - الحر العاملي - الجزء الأول - صفحة 162 - ترجمة رقم 167
27. ↑  أنظر ترجمة حسين بن شهاب الدين الكركي في كتاب أمل الآمل - الحر العاملي - الجزء الأول - صفحة 70 - ترجمة رقم 66
28. ↑  أنظر ترجمة بدر الدين الحسيني العاملي الكركي في كتاب أمل الآمل - الحر العاملي - الجزء الأول - صفحة 56 - ترجمة رقم 44
29. ↑  أنظر ترجمة ميرزا محمد معصوم الكركي في كتاب أمل الآمل - الحر العاملي - الجزء الأول - صفحة 180 - ترجمة رقم 185
30. ↑  أنظر ترجمة محمد مهدي بن حبيب الله الكركي في كتاب أمل الآمل - الحر العاملي - الجزء الأول - صفحة 183 - ترجمة رقم 189
31. ↑  أنظر ترجمة نور الدين العاملي الكركي في كتاب أمل الآمل - الحر العاملي - الجزء الأول - صفحة 189 - ترجمة رقم 206
32. ↑  أنظر ترجمة يحيى بن عبد الصمد الكركي في كتاب أمل الآمل - الحر العاملي - الجزء الأول - صفحة 190 - ترجمة رقم 207
33. ↑  راجع ترجمة الشيخ الجزائري في كتاب موسوعة طبقات الفقهاء، ج10 ص191.- الشيخ جعفر السبحاني
34. ↑  رياض المسائل- السيد علي الطباطبائي - صفحة 78 و79
35. ↑  كتاب رحلتان إلى لبنان، عبد الغني بن إسماعيل النابلسي و رمضان بن موسى العطيفي، المعهد الألماني للأبحاث الشرقية في بيروت، عام 1979.
36. ↑  تقويم البلدان صفحة 267